# Ixerba brexioides

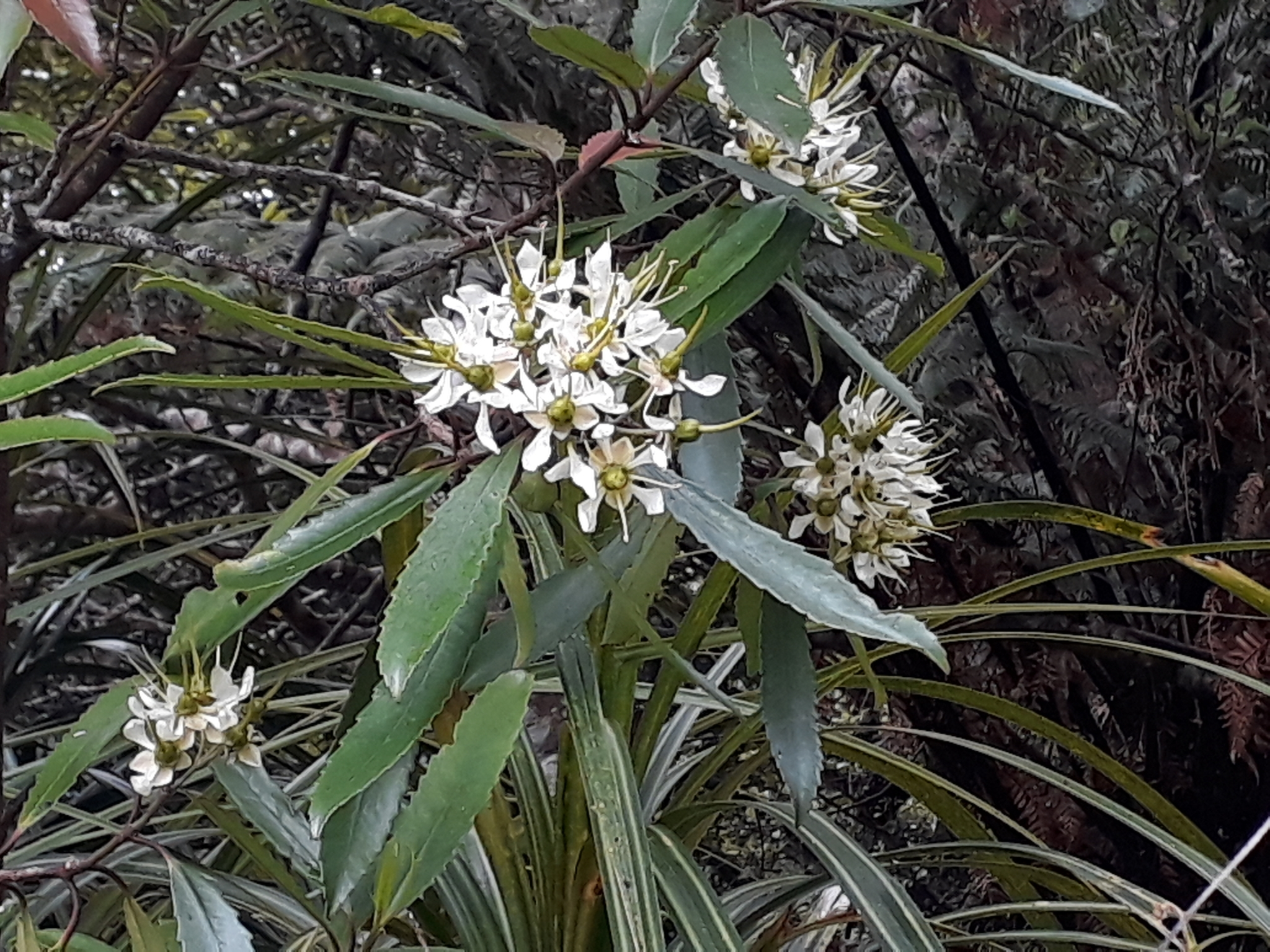
Květy a listy

Ixerba brexioides je asi 10 m vysoký, stálezelený strom s hustou korunou. Roste pouze na Novém Zélandu a je jediným druhem monotypického rodu Ixerba. Svými nápadnými bílými květy kvetoucími od listopadu do ledna a dlouhými, tmavě zelenými, ozubenými listy uspořádanými do přeslenů si získal uznání jako jeden z nejatraktivnějších stromů Nového Zélandu.
Jméno rodu Ixerba vzniklo přesmyčkou názvu rodu jihoafrické a madagaskarské dřeviny Brexia, na kterou se na prvý pohled podobá. Jméno druhu brexioides značí „podobná brexii“. Rostliny tohoto rodu mají nejstarší fosilní záznamy z pozdního eocénu, z doby asi před 40 miliony let.

## Taxonomie
Taxonomické zařazení rodu nebylo jednoduché a vyvíjelo se, nejprve byl součásti čeledi Brexiaceae, z které byl přeložen do čeledi zábludovitých (Escalloniaceae). Později byl nakrátko přidělen do zvlášť pro něj vytvořené čeledi Ixerbaceae a konečně po podrobném testování byl v roce 2009, snad definitivně, přesunut do malé čeledi Strasburgeriaceae. Tato čeleď tak získala druhý rod ke svému původně jedinému rodu Strasburgeria, který roste výhradně na ostrovech Nové Kaledonie. Čeleď je pojmenována po německém botanikovi z počátku 20. století Eduardu Strasburgerovi.

## Rozšíření
Ixerba brexioides (maorsky tāwari) vyrůstá pouze na Severním ostrově Nového Zélandu, kde je její výskyt omezen jen na území rozkládající se severně od 39° jižní zeměpisné šířky. Roste v deštných lesích floristicky nejbohatších regionech Coromandel, Northland, Urewera a Waikato. Vystupuje z nížinných lesů až do nadmořské výšky okolo 700 m n. m. V některých nevelkých oblastech může být strom místně hojný, ale jeho jedinci většinou rostou jen sporadicky, osamoceně a daleko od sebe, což má nepříznivý vliv na opylování.

## Ekologie
Vyskytuje se v místech s mírným, vlhkým mikroklimatem, nesnáší mráz. Upřednostňuje stinná a chráněná místa s trvale vlhkou půdou v blízkosti potoků nebo jiných vodních zdrojů. Průměrná roční teplota se tam pohybuje od 11 do 13 °C a celoroční srážky bývají od 2000 po 2500 mm.
Květní pupeny se začínají vytvářet již v březnu a dubnu, otvírají se pak od října do konce prosince v závislosti na poloze a nadmořské výšce. Druh má strategii hromadného kvetení, při kterém jsou květy opylovány přes den ptáky, včelami, mouchami a v noci můrami. Semena, jež se mohou vytvořit opylením květů cizím i vlastním pylem, dozrávají poměrně brzy po opylení, v době od ledna do dubna. Vyjma produkce pylu a nektaru pro výrobu rychle krystalizujícího medu není po ekonomické stránce významnou dřevinou. Ploidie druhu 2n = 50.

## Popis
Jedná se o nevelký strom vysoký do 10 m s kmenem o průměru až 30 cm, širokou korunou a šedě hnědou kůrou. Větve, listy i květenství jsou zamlada jemně chlupaté. Tuhé, lysé a kožovité listy vyrůstají v protilehlých párech, jednotlivě nebo v přeslenech na asi 20 cm dlouhých řapících. Jejich kopinaté, eliptické či obkopinaté čepele bývají dlouhé 6 až 16 cm a široké 1 až 4 cm, na vrcholu jsou špičaté a po obvodě hrubě pilovité. Na svrchní straně jsou žlutozelené až tmavozelené a na spodní bledší, listy mladších jedinců bývají načervenalé a mají mírně srolované okraje. Staré listy mění barvu na oranžovou až červenou.
Květy jsou bílé, velké asi 3 cm, nevonné, pravidelné, oboupohlavné a vyrůstají v pěti až desetikvětých latách sestavených v koncovém okolíku. Pět spirálně uspořádaných kališních lístků, velkých asi 6 mm, je široce vejčitých. Týž počet korunních lístků, až 2 cm velkých, je bílých, obvejčitých až lopatkovitých s asi 2 cm nehtem. V květu je pět tyčinek, které střídají korunní lístky a mají dlouhé bílé nitky s prašníky přečnívající korunní lístky. Semeník je svrchní, pětidílný a vznikl z pěti plodolistů nesoucích po dvou vajíčkách. Z květu vystupuje nitkovitá čnělka s bliznou. Květ vytváří hodně nektaru, který sice nevydává pro lidí citelnou vůni, ale silně láká opylovače.
Plod je kožovitá, široce vejčitá, pětidílná tobolka 2 cm velká. Ve zralosti, od ledna do dubna, se otvírá pěti chlopněmi a každý oddíl obsahuje jedno až dvě černá, lesklá semena, velká 6 × 3 mm, jež mají tvar zakřivené kapky a jsou částečně obalená šarlatovým arilem. Tobolka se rozštěpí a vystaví na světlo tmavá semena kontrastující s bílou vnitřní stranou tobolky.

## Rozmnožování
Semena jsou se stromů primárně rozptylována ptáky, hlavními roznášeči jsou holub maorský (Hemiphaga novaeseelandiae), pištec bělohlavý (Mohoua albicilla), medosavka hvízdavá (Notiomystis cincta) a nestor kaka (Nestor meridionalis). Plody popadané na zem se stávají potravou drobných savců. Zvířata většinou konzumují jen měkký aril a tvrdá semena ponechávají svému osudu.
Zralá semena klíčí velmi brzy, nemají období dormance. Dobře raší z povrchu půdy i z hloubky 5 cm. Mladý semenáč však v lesním stínu roste po mnoho let jen velmi pomalu, dokud se neutvoří mezera v korunách stromů a stromek nezíská dostatek potřebného světla. Uvádí se, že tuto dřevinu je velmi obtížné pěstovat v zahradách, potřebuje chráněné místo, zeminu s množstvím humusu, dobré odvodnění a půda v okolí by nikdy neměla vyschnout. Jeho vývoj pravděpodobně závisí také na mykorhize.